# Михайловка (Пономарёвский район)
Михайловка — посёлок в Пономарёвском районе Оренбургской области в составе Ключёвского сельсовета.

## География
Находится на расстоянии примерно 21 километр по прямой на восток от районного центра села Пономарёвка.

## История
Основан в 1920-х годах в рамках стремления местных жителей полностью освоить земельные ресурсы территории.

## Население
Постоянное население составляло 20 человек в 2002 году (мордва 90 %), 0 в 2010 году.